# Grup Dreta Republicana
El Grup Dreta Republicana (en francès Groupe Droite républicaine, DR) és un grup parlamentari de l'Assemblea Nacional francesa liderat pels Republicans. Creat inicialment al 2002, en succesives legislatures s'ha anomenat Grup per a la Majoria Presidencial (2002-2003), Grup Unió per a un Moviment Popular (2003-2015) i Grup Els Republicans (2015-2024).

## Composició

### Composició actual
| Nom                      | Partit | Partit | Circumscripció              |
| ------------------------ | ------ | ------ | --------------------------- |
| Thibault Bazin           |        | LR-OLF | 4a de Meurthe i Mosel·la    |
| Valérie Bazin-Malgras    |        | LR     | 2a d'Aube                   |
| Jean-Didier Berger       |        | LR-SL  | 12a dels Alts del Sena      |
| Anne-Laure Blin          |        | LR     | 3a de Maine i Loira         |
| Sylvie Bonnet            |        | LR     | 4 del Loira                 |
| Émilie Bonnivard         |        | LR     | 3a de Savoia                |
| Jean-Yves Bony           |        | LR     | 2a de Cantal                |
| Ian Boucard              |        | LR     | 1a del Territori de Belfort |
| Xavier Breton            |        | LR-OLF | 1a d'Ain                    |
| Hubert Brigand           |        | LR     | 4a de la Costa d'Or         |
| François-Xavier Ceccoli  |        | LR     | 2a d'Alta Còrsega           |
| Josiane Corneloup        |        | LR     | 2a de Saona i Loira         |
| Marie-Christine Dalloz   |        | LR     | 2a de Jura                  |
| Élisabeth de Maistre     |        | LR     | 9a dels Alts del Sena       |
| Vincent Descœur          |        | DVD    | 1a de Cantal                |
| Fabien Di Filippo        |        | LR     | 4a de Mosel·la              |
| Nicolas Forissier        |        | LR     | 2a d'Indre                  |
| Éric Liégeon             |        | LR     | 5a de Doubs                 |
| Philippe Gosselin        |        | LR-OLF | 1a de la Manche             |
| Justine Gruet            |        | LR     | 3a de Jura                  |
| Michel Herbillon         |        | LR     | 8a de Vall del Marne        |
| Éliane Kremer            |        | LR     | 7a del Baix Rin             |
| Vincent Jeanbrun         |        | LR-SL  | 7a de Vall del Marne        |
| Philippe Juvin           |        | LR     | 3a dels Alts del Sena       |
| Corentin Le Fur          |        | LR     | 3a de Costes d'Armor        |
| Véronique Louwagie       |        | LR     | 2a d'Orne                   |
| Olivier Marleix          |        | LR     | 2a d'Eure i Loir            |
| Alexandra Martin         |        | LR-NE  | 8a dels Alps Marítims       |
| Frédérique Meunier       |        | LR-SL  | 2a de Corresa               |
| Yannick Neuder           |        | LR     | 7a d'Isèra                  |
| Jérôme Nury              |        | LR     | 3a d'Orne                   |
| Éric Pauget              |        | LR-SL  | 7a dels Alps Marítims       |
| Christelle Petex-Levet   |        | LR     | 3a de l'Alta Savoia         |
| Pascale Bay              |        | DVD    | 9a del Roine                |
| Nicolas Ray              |        | LR     | 3a d'Alier                  |
| Vincent Rolland          |        | LR     | 2a de Savoia                |
| Michèle Tabarot          |        | LR     | 9a dels Alps Marítims       |
| Jean-Pierre Taite        |        | LR     | 6a del Loira                |
| Antoine Vermorel-Marques |        | LR     | 5a del Loira                |
| Jean-Pierre Vigier       |        | LR     | 2a de l'Alt Loira           |
| Laurent Wauquiez         |        | LR     | 1a de l'Alt Loira           |

#### Afiliats
| Nom                  | Partit | Partit | Circumscripció      |
| -------------------- | ------ | ------ | ------------------- |
| Jean-Luc Bourgeaux   |        | DVD    | 7a d'Ille i Vilaine |
| Fabrice Brun         |        | DVD    | 3a d'Ardecha        |
| Pierre Cordier       |        | LR     | 2a de les Ardenes   |
| Julien Dive          |        | LR-NF  | 2a d'Aisne          |
| Virginie Duby-Muller |        | LR     | 4a de l'Alta Savoia |
| Guillaume Lepers     |        | LR     | 3a d'Òlt i Garona   |
| Michel Gonord        |        | HOR    | 3a de Sena i Marne  |

### Composició històrica
| Leg. | Any  | Nom                                | Membres | Afiliats | Diputats  | +/- | %     | Notes |
| ---- | ---- | ---------------------------------- | ------- | -------- | --------- | --- | ----- | ----- |
| XII  | 2002 | Unió per a la Majoria Presidencial | 356     | 9        | 365 / 577 | -   | 63,26 | [ 1 ] |
| XII  | 2003 | Unió per un Moviment Popular       | 356     | 9        | 365 / 577 | -   | 63,26 | [ 1 ] |
| XIII | 2007 | Unió per un Moviment Popular       | 314     | 6        | 320 / 577 | 45  | 55,46 | [ 2 ] |
| XIV  | 2012 | Unió per un Moviment Popular       | 185     | 11       | 196 / 577 | 124 | 33,97 | [ 3 ] |
| XIV  | 2015 | Els Republicans                    | 185     | 11       | 196 / 577 | 124 | 33,97 | [ 3 ] |
| XV   | 2017 | Els Republicans                    | 95      | 5        | 100 / 577 | 96  | 17,33 | [ 4 ] |
| XVI  | 2022 | Els Republicans                    | 59      | 3        | 62 / 577  | 38  | 10,75 | [ 5 ] |
| XVII | 2024 | Dreta Republicana                  | 40      | 7        | 47 / 577  | 15  | 8,15  | [ 6 ] |

## Històric

### XII Legislatura (2002-2007)
| Partit | Partit                                        | Diputats  |
| ------ | --------------------------------------------- | --------- |
|        | Reagrupament per la República (RPR)           | 214 / 365 |
|        | ex-Unió per a la Democràcia Francesa (ex-UDF) | 64 / 365  |
|        | Democràcia Liberal (DL)                       | 63 / 365  |
|        | Diversa Dreta (DVD)                           | 10 / 365  |
|        | Partit Radical (PRV)                          | 9 / 365   |
|        | Reagrupament per França (RPF)                 | 4 / 365   |
|        | Fòrum dels republicans socials (FRS)          | 1 / 365   |
| Total  | Total                                         | 365       |

### XIII Legislatura (2007-2012)
El grup parlamentari estava format per:
- Unió per a un Moviment Popular
- Partit Cristianodemòcrata
- Centre Nacional d'Independents i Agraris
- Diputats de Diversa Dreta
- Partit Radical

### XIV Legislatura (2012-2017)
Durant aquesta legislatura es produiria una crisi interna al partit, provocant la creació el 27 de novembre de 2012 d'un grup parlamentari escindit anomenat Reagrupament-Unió per a un Moviment Popular (R-UMP), liderat per François Fillon amb 67 diputats. Es va dissoldre finalment el 16 de gener de 2013, pocs mesos després, a l'arribar a un acord amb el president impugnat Jean-François Copé.
Posteriorment, al 2015 el grup passa a anomenar-se Grup Els Republicans en coherència amb la refundació del partit.

### XV Legislatura (2017-2022)
En les eleccions de 2017 serien escollits 112 diputats republicans, incloent membres de la Unió dels Demòcrates i Independents (UDI), els quals decideixen formar un grup propi, deixant així el grup republicà en un centenar de membres, amb 95 membres de LR i 5 d'aliats considerats "republicans històrics".
| Partit | Partit               | Diputats |
| ------ | -------------------- | -------- |
|        | Els Republicans (LR) | 92 / 100 |
|        | Diversa Dreta (DVD)  | 5 / 100  |
|        | Horizons (HOR)       | 1 / 100  |
|        | Soyons Libres (SL)   | 1 / 100  |
|        | Partit Radical       | 1 / 100  |
| Total  | Total                | 100      |

### XVI Legislatura (2022-2024)
En aquesta legislatura els diputats de LR es veuen en la necessitat de recolzar el govern de LREM, Le Monde observa que "des de l'inici, els diputats de LR semblen ser ferms partidaris de l'executiu, ara obligats a trobar aliats i compromisos". Així mateix, l'Humanité assenyala un suport als textos del govern alhora que pressionen per a un major liberalisme econòmic.
| Partit | Partit                                    | Diputats |
| ------ | ----------------------------------------- | -------- |
|        | Els Republicans (LR)                      | 56 / 62  |
|        | Diversa Dreta (DVD)                       | 2 / 62   |
|        | Unió dels Demòcrates i Independents (UDI) | 1 / 62   |
|        | LR - Soyons Libres (SL)                   | 1 / 62   |
|        | LR - Nova Energia (NE)                    | 1 / 62   |
|        | LR - A droite !                           | 1 / 62   |
| Total  | Total                                     | 62       |

### XVII Legislatura (2024-)
El grup passa a dir-se Dreta Republicana per decisió del nou president Laurent Wauquiez.
| Partit | Partit               | Diputats |
| ------ | -------------------- | -------- |
|        | Els Republicans (LR) | 45 / 47  |
|        | Diversa Dreta (DVD)  | 2 / 47   |
| Total  | Total                | 47       |

## Presidents
| Imatge | Nom                           | Dates del mandat       | Dates del mandat       | Notes |
| ------ | ----------------------------- | ---------------------- | ---------------------- | --- |
|        | Jacques Barrot                | 25 de juny de 2002     | 4 de maig de 2004      | Diputat per l'Alt Loira, va esdevenir el primer president del grup. Va renunciar al 2004. |
|        | Bernard Accoyer               | 4 de maig de 2004      | 19 de juny de 2007     | Diputat per l'Alta Savoia. Va ser vicepresident del grup de 2002 fins al 2004 abans de la dimissió de Barrot. Va deixar el càrrec al 2007 per ser escollit President de l'Assemblea Francesa. |
|        | Jean-François Copé            | 27 de juny de 2007     | 23 de novembre de 2010 | Diputat per Sena i Marne. Va renunciar al 2010 per assumir el càrrec de Secretari General del partit, llavors la UMP.                                                                         |
|        | Christian Jacob               | 23 de novembre de 2010 | 6 de novembre de 2019  | Diputat per Sena i Marne. Va deixar el càrrec al 2019 quan va ser escollit president dels Republicans.                                                                                        |
|        | Damien Abad                   | 6 de novembre de 2019  | 19 de maig de 2022     | Diputat per Ain. Deixa el càrrec al 2022 quan es nombrat Ministre de Solidaritat, Autonomia i Persones amb discapacitat al govern d'Élisabeth Borne.                                          |
|        | Virginie Duby-Muller (interí) | 19 de maig de 2022     | 22 de juny de 2022     | Diputada per l'Alta Savoia. Assumeix de manera interina fins a celebrar-se noves eleccions.                                                                                                   |
|        | Olivier Marleix               | 22 de juny de 2022     | 9 de juny de 2024      | Diputat d'Eure i Loir. |
|        | Laurent Wauquiez              | 10 de juliol de 2024   | En el càrrec           | Diputat per l'Alt Loira. |